# پونیت فان
پونیت فان (به انگلیسی: Punit Van) یک باغ گیاه‌شناسی در هند است که در گاندی‌نگر واقع شده‌است.